# Mythbusters, säsong 1 (2003)
Den här artikeln innehåller en lista över avsnitten i första säsongen av Mythbusters.

## Överblick
| Serieavsnitt | Säsongsavsnitt | Titel                         | Sändningsdatum    | Avsnittsnr. |
| --- | -------------- | ----------------------------- | ----------------- | ----------- |
| 1 | 1              | "Exploderande toalett"        | 23 september 2003 | 4           |
| Testade myter: Kan en person bli avkastad från toalettsitsen genom att slänga ned en påtänd cigarett in i toalettstolen fylld med diverse brännbara material? Är det bättre att springa än att gå för att hålla sig torr under regnväder? Är det möjligt att göra en "magisk gevärskula" av is? |                |                               |                   |             |
| 2 | 2              | "Mobiltelefonsdestruktion"    | 3 oktober 2003    | 5           |
| Testade myter: Kan det om man använder en mobiltelefon nära en bensinpump orsaka en explosion? Kommer silikonbröstimplantat explodera eller expandera i lågt lufttryck? Kan en vanlig CD-ROM-läsare förstöra en CD?                                                                             |                |                               |                   |             |
| 3 | 3              | "Tegelstenstunnan"            | 10 oktober 2003   | 6           |
| Testade myter: Historien om en man slagen flera gånger av en tunna med tegelstenar med ett blocksystem. Kan en person få en elektrisk stöt genom att urinera på strömskenan? Kan en plånbok gjord av hud från en ål radera ett kreditkort?                                                      |                |                               |                   |             |
| 4 | 4              | "Pennyfallet"                 | 17 oktober 2003   | 7           |
| Testade myter: Kommer en penny släppt högst upp på Empire State Building döda en person eller penetrera marken? Kan en persons inre organ kokas av ett solarium? Kan tandfyllningar ta emot radiovågor?                                                                                         |                |                               |                   |             |
| 5 | 5              | "Levande begravd"             | 24 oktober 2003   | 8           |
| Testade myter: Hur länge kan man överleva i en begravd likkista? Har cola speciella egenskaper? Kommer en hammare släppt från en bro att bryta ytspänningen av vattnet för att rädda en person som hoppat av bron?                                                                              |                |                               |                   |             |
| 6 | 6              | "Åsknedslag i tungpiercingen" | 11 november 2003  | 9           |
| Testade myter: Är det mer troligt att en person med en tungpiercing att bli träffad av blixten? Kan en kanon byggas från ett träd? Kan man överlista alkoholmätaren med diverse metoder? |                |                               |                   |             |
| 7 | 7              | "Stinkande bil"               | 5 december 2003   | 10          |
| Testade myter: Är det möjligt att ta bort stanken från en bil efter att ha haft en död gris isolerad inuti? Om bensin är hälld inuti ett avloppsrör och antänt medan en person var inuti, kommer den personen bli uppskjuten som om det vore en kanon?                                          |                |                               |                   |             |
| 8 | 8              | "Flykten från Alcatraz"       | 12 december 2003  | 11          |
| Testade myter: Var det möjligt att överleva en rymning från Alcatraz? Kan en ankas kvack eka? Implanterar regeringen hemliga chip i människor och kan regeldetektorer användas för att hitta dem?                                                                                               |                |                               |                   |             |

## Avsnitt 1 – "Magisk kula, Exploderande toalett, Vem blir blötast?"
- Premiär: 23 september 2003

### Magisk kula
Denna myt testade sannolikheten med magiska kulor som kunde användas för ett lönnmord utan att lämna bevis, som användes som en intrig eller på annat sätt som nämns i flera filmer, som till exempel Most Wanted och Tre dagar för Condor. En efterfrågan av information från CIA blev avvisad. På grund av mytens inkludering i många konspirationsteorier i lönnmordet av John F. Kennedy, valde de att använda ett Carcano-gevär liknande mordvapnet för testet.
| Mytens påstående | Status    | Noteringar |
| --- | --------- | --- |
| En iskula kan döda någon utan att lämna spår.                                                                        | Spräckt   | Iskulan avdunstades redan innan den kunde lämna mynningen. Denna myt blev testad igen i Omtestade myter och höll sig spräckt med långsamt fryst is. |
| En köttkula kan döda någon utan att lämna spår.                                                                      | Spräckt   | Hamburgarkulan fragmenterade vid kontakt på huden, och orsakade bara ytliga skador. |
| En gelatinkula kan döda någon utan att lämna spår.                                                                   | Spräckt   | Kulan orsakade inte någon dödlig skada från rundan med 6.5x52mm Mannlicher-Carcano, men fick bättre resultat från en revolver på nära håll. Eftersom de önskade en mer subtil lönnmördarvapen, började de utforska det bulgariska paraplyet.                      |
| En lönnmördare kan använda en kapsel fylld med gift avfyrad från ett paraply för att döda någon utan att lämna spår. | Bekräftad | Det konstaterades att ha varit dödsorsaken för en betydande bulgarisk journalist i exil vid namn Georgi Markov. Mythbusters-gänget byggde ett par kopior med en gascylinder och en luftpistol, som avfyrades båda med dödlig effekt utan att ge krut-brännskador. |

### Exploderande toalett
Detta experiment introducerade officiellt krockdockan Buster.
| Mytens påstående                                                               | Status  | Noteringar |
| ------------------------------------------------------------------------------ | ------- | --- |
| Att hälla ned bensin i en toalett och antända det får toaletten att explodera. | Spräckt | Bensinen brann bara utan att explodera. Även en halv burk med krut i toalettstolen var inte tillräckligt för att kasta upp Buster från toalettsitsen, fast hans kläder började att pyra. |

### Vem blir blötast?
| Mytens påstående                                                                | Status  | Noteringar |
| ------------------------------------------------------------------------------- | ------- | --- |
| En person kommer att bli torrare genom att springa i regnet jämfört med att gå. | Spräckt | Adam och Jamie valde att ha på sig overaller genom 5-7 cm per timme av artificiellt regn och jämföra vikterna mellan gående och löpande för att bestämma vilken som absorberade mest vatten (med våtdräkter under för att ta bort svett som en variabel). Originaltestet visade att springa snabbare resulterar att man blir blötare, med vind bara lägger till minimala volymer av vatten. De oberoende testen från Thomas Peterson och Trevor Wallace från National Climatic Data Center höll inte med, utan fick reda på att löparen blev 40% mindre blöt. Resultatet av denna myt blev motsagt i Mythbusters Återbesök. |

## Avsnitt 2 – "Mobiltelefonsdestruktion, Silikonbröst, CD-ROM-förstörelse"
- Premiär: 3 oktober 2003

### Mobiltelefonsdestruktion
| Mytens påstående                                                          | Status  | Noteringar |
| ------------------------------------------------------------------------- | ------- | --- |
| Använda ens mobiltelefon medan man tankar bensin kan orsaka en explosion. | Spräckt | Efter att ha svedat Adam's ena ögonbryn i minitestet, försöker laget att antända en fejk tankstation. En fullt funktionsduglig mobiltelefon misslyckades att antända bensinen, även när den var omgiven av bensinånga med det optimala blandningen av bränsle och luft för antändning. Den riktiga risken kommer från en elektrostatisk urladdning mellan en laddad förare och dess bil, ofta ett resultat för statisk elektricitet från att ta sig in och ur fordonet. Omtestad i Återbesökta Myter, blev slutsatsen validerat. |

### Silikonbröst
| Mytens påstående                                                           | Status  | Noteringar |
| -------------------------------------------------------------------------- | ------- | --- |
| Silikonbröstsimplantat kan explodera vid höga höjder eller lågt lufttryck. | Spräckt | Med en höjdkammare expanderade implantaten obetydligt vid 11 000 m, en altitud för högt för en människa att leva. Vid användning av en tryckkammare gavs det ingen effekt. En studie från Duke University visade att atmosfäriska förhållanden behövde vara dödliga långt innan det kunde påverka implantat. En spinoff av myten blev testad i Återbesökta Myter, medan DVD-versionen inkluderade en andra version av spinoff-myten. |

### CD-ROM-förstörelse
| Mytens påstående                                                                           | Status | Noteringar |
| ------------------------------------------------------------------------------------------ | ------ | --- |
| CD-skivor kan förstöras om den placeras inuti en snabb (dvs 40x eller snabbare) CD-läsare. | Möjlig | Det blev bevisat att en hög rotation (högre än 23 000 RPM) kan förstöra skivorna, men Mythbusters-gänget kunde inte åstadkomma detta med en oförändrad läsare. Fysiskt skadade och obalanserade CD-skivor gjorde splittring mer troligt. Mythbusters-gänget gav slutsatsen att trots att denna händelse var möjlig, så var det väldigt osannolikt att kunna hända. |

## Avsnitt 3 – "Tegelstenstunnan, Urinera på strömskenan, Ålplånbok"
- Premiär: 10 oktober 2003

### Tegelstenstunnan
| Mytens påstående | Status | Noteringar |
| --- | ------ | --- |
| En murare som lyfter en tunna fylld med tegelstenar med hjälp av ett blocksystem från toppen av en trevåningsbyggnad kan bli skadad upprepade gånger. | Möjlig | Mythbusters-gänget lyckades skada Buster genom att den fallande tunnan slog honom medan han rycktes uppåt, men tunnan kunde inte gå sönder och tappa sin last tills man avsiktligt försvagat tunnan med att ta bort tunnbanden och släppa den på en skarp kant. Detta hjälpte Busters vikt att överkomma den trasiga tunnan och falla ned igen, med hjälp av snabbkopplingen i Busters hand som höll i repet gjorde så att tunnan kunde falla ned igen för tredje kollisionen. Men det fanns inget bevis av att myten hänt; källan till myten visade sig komma från en skämtbok. Detta test var första gången som Buster gick sönder under ett experiment. |

### Urinera på strömskenan
| Mytens påstående                                                              | Status  | Noteringar |
| ----------------------------------------------------------------------------- | ------- | --- |
| Att urinera på den elektriska strömskenan vid en järnväg kan orsaka elstötar. | Spräckt | Eftersom ballistisk gelatin har den samma elektriska resistens som en människokropp, riggade Mythbusters-gänget ihop en docka med en ventil för urinering och en elektrisk utlösare som skulle utlösas vid exponering till ström. Trots det, även när de blötlade fötterna och tog bort skorna misslyckades utlösaren att utlösas, på grund av att urinstrålen inte kunde hålla en laminär strömning och solitt nog för att fullborda kretsen. En större ventil misslyckades att skapa en solid stråle, men när de ställde dockan orealistiskt nära till strömskenan så lyckades det. En spinoff av denna myt blev testad i Återbesökta Myter. I det avsnittet var området för "könsorganet" på dockan censurerad, med ingen muntlig referens utan refererade bara till själva processen för urinering. |

### Ålplånbok
| Mytens påstående                                                                                                | Status  | Noteringar |
| --- | ------- | --- |
| Att använda en plånbok gjord av ålhud kan skapa en statisk laddning som kan förstöra magnetremsan i kreditkort. | Spräckt | De flesta plånböcker av ålhud är inte gjorde från elektriska ålar, utan från en fisk som heter en pirål som kan inte producera en elektrisk laddning. Data som skrivits till en uppsättning av testkort blev inte påverkade på något vis från denna exponering eller direkt kontakt till en ål i en vattentank. Dessutom gjordes ytterligare tester för att se hur mycket magnetism det skulle ta för att dra ett kort, och fann sig vara runt 1 000 gauss, långt ifrån vad den genomsnittliga personen stöter på. |

## Avsnitt 4 – "Pennyfallet, Galenskap med mikrovågsugn, Tandfyllningar och radiosignaler"
- Premiär: 17 oktober 2003

### Pennyfallet
| Mytens påstående | Status  | Noteringar |
| --- | ------- | --- |
| En penny som släppts från en skyskrapa kan landa med tillräcklig kraft att antingen döda en fotgängare på trottoaren nedanför eller bädda sig själv in i trottoaren. | Spräckt | Att skjuta ned en penny vid gränshastigheten (105 km/h) på betongs- och asfaltsdiskar och ett huvud av ballistisk gel med ett mänskligt kranium misslyckades med någon typ av penetration, mest troligt av att hastigheten är för långsam och pennyns massa för liten. Också när den sköts från ett gevär så kunde inte pennyn penetrera betongen eller fejkhuvudet. Även efter att ha modifierat geväret att skjuta pennyn i överljudshastighet blev det ingen penetration. I jämförelse, med en riktig 6,5mm kula splittrades fejkhuvudet. Vid besök till Empire State Building, den troliga källan till myten, upptäckte de att det vertikala utkastet och taken över de lägre våningarna förhindrade en kastad penny att nå ner till gatan. |

### Galenskap med mikrovågsugn
Trots teasers mitt i avsnittet vägrade Mythbusters-gänget att mikra en levande pudel, och på grund av det kunde inte testa myten om att en mikrovågsugn kan torka en blöt hund.
| Mytens påstående | Status                  | Noteringar |
| --- | ----------------------- | --- |
| Det är möjligt att koka någons inälvor genom att använda ett solarium för ofta; på ett liknande sätt som en mikrovågsugn funkar.             | Spräckt                 | Solarium funkar med ultraviolett strålning som tränger in i kroppen utifrån och in, vilket betyder att det enda man kan få är en solbränna. De demonstrerade också att mikrovågsugnar inte heller lagar mat inifrån och ut. |
| Det är möjligt att spränga sönder en mikrovågsugn genom att mikra metall.                                                                    | Spräckt (med förbehåll) | Varken en sked eller en gaffel hade någon effekt. Aluminiumfolie som rullades till bollar hade en ljusshow med elektriska laddningar, men mikrovågsugnen exploderade inte. Att mikra metall kan möjligtvis fördärva en mikrovågsugn med att ljusbågar går emot innerväggen, och skickar elektricitet tillbaka till magnetronen, vilket antingen förstör den eller minskade dess livslängd. |
| Om ett glas med vatten blir mikrad, borttagen, och får en tillsats placerad inuti den kommer den att explodera på grund av superupphettning. | Bekräftad               | Om vattnet inte har några föroreningar vid tidpunkten med superupphettningen (som exempel, destillerad vatten), då kan vilket sort av tillsats placerad inuti få vattnet att ångas på direkten och våldsamt stänkas ur. |
| Det är möjligt att bygga en supermikrovågsugn genom att anpassa fyra magnetronen runt en metallbox.                                          | Spräckt (inofficiellt)  | Om det finns en korrekt metod att bygga en, metoden som användes i programmet är inte den rätta. Efter att ett glas med vatten blev exponerad till "supermikrovågugnens" magnetroner under trettio sekunder, visade en termometer att temperaturen av vattnet hade faktiskt sjunkit med två grader Fahrenheit.                                                                             |

### Tandfyllningar och radiosignaler
| Mytens påstående                                               | Status  | Noteringar |
| -------------------------------------------------------------- | ------- | --- |
| Det är möjligt att få upp radiosignaler genom en tandfyllning. | Spräckt | Guld- och amalgamfyllningen fungerade inte som en radioantenn eller kontakttransistor när de placerades i en riktig människoskalle. Förklaringar till det förmodade mottagningen av morsekod inkluderade en galvanisk cellreaktion mellan två tandfyllningar och saliv. Denna myt blev först påpekad av Lucille Ball i en intervju på The Dick Cavett Show, med förklaringen av fyllningarna från Buster Keaton. |

## Avsnitt 5 – "Fallande hammare, Levande begravd, Cola"
- Premiär: 24 oktober 2003

### Fallande hammare
| Mytens påstående                                                                                            | Status  | Noteringar |
| --- | ------- | --- |
| Ett fall över vatten kan man överleva genom att kasta en hammare före sig själv för att bryta ytspänningen. | Spräckt | När Buster blev släppt med en intern accelerometer från en kran ledde det till svårigheter eftersom dockan förlorade delar konstant vid varje nedslagskontroll. Till slut lyckades de få konsekventa fall (de flesta under 300G), och fick reda på att hammaren reducerade nedslaget obetydligt, men fallet på 46 meter skulle fortfarande vara dödligt. |

### 101 användningar av cola
Cola är bra till att...
| Mytens påstående                      | Status    | Noteringar |
| ------------------------------------- | --------- | --- |
| ...ta bort blodfläckar.               | Bekräftad | Colan lyckades att emulgera blodfläckar. |
| ...rengöra rost.                      | Spräckt   | Colan kunde inte bryta ned rostavlagringar. |
| ...agera som en toalettrengörare.     | Spräckt   | Visades bara i Mythbusters Outtakes, gnuggade Adam motorolja över ytor inne i badrummet hos M5 och misslyckades att rengöra det effektivt med cola. |
| ...rengöra krom.                      | Bekräftad | Förvånansvärt rengjorde den kromet bättre än den kommersiella putsmedlet som användes för jämförelse. |
| ...upplösa en tand över natten.       | Spräckt   | Tanden började inte att upplösas, vilket indikerade att efter tillräckligt med tid så kunde den bli upplöst helt och hållet. Däremot, fosforsyran (en ingrediens i cola) som användes för jämförelse var mycket mer effektiv med att upplösa tanden. Tanden blev färgad till brunt.                                                                                                 |
| ...upplösa en stek.                   | Spräckt   | Colan mörade helt enkelt köttet, vilket gav steken en mjuk, degig konsistens och möjliggjorde mögeltillväxt. Fosforsyran fick steken att falla i bitar. |
| ...rengöra en penny.                  | Bekräftad | Colan rengjorde pennyn rätt bra, och tog bort korrosion och fick den att glänsa. Den enda delen av myntet som inte rengjordes var ett område där en luftbubbla hade formats. |
| ...rengöra batteripoler.              | Möjlig    | Colan funkade, men det var svårt att tolka om vanligt vatten inte funkade lika bra. Colan gjorde inte något märkvärdigt. Som Adam noterade, så funkade det säkert bara för att det var en vätska. |
| ...rengöra fettfläckar på smutstvätt. | Spräckt   | Efter blötläggning i fyra dagar hade ingen effekt överhuvudtaget till fettet, men fick materialen att bli bruna. |
| ...avfetta en motor.                  | Spräckt   | Colan kunde inte ta bort något av fettet och var inte mer effektivt än vanligt vatten. |
| ...döda sperma.                       | Spräckt   | Mythbusters-gänget lade till cola till några provdiskar, och en saltlösning till de andra, och räknade sedan antalet levande sperma de kunde se genom en mikroskopskamera under en minut. Antalet levande sperma i både saltlösningen och colan var relativt den samma; och vid lite hjälp av doktor Turek, kunde de fastställa att colan gör inte mycket mer än att späda sperman. |

(Mythbusters-gänget testade också om cola kunde skada billack om det inte rengjordes på 24 timmar. Fosforsyran användes för jämförelse, och det hade ingen effekt, men fosforsyran åt igenom lacken och gjorde fläcken vitare.)

### Levande begravd
| Mytens påstående                                                                          | Status  | Noteringar |
| ----------------------------------------------------------------------------------------- | ------- | --- |
| Det är möjligt att vara vid liv över en dag när någon blir levande begravd i en likkista. | Spräckt | Jamie riskerade sitt eget liv för denna myt, och låg i den obegravda likkistan i 50 minuter; han lyckades bara med 30 minuter när jord lades ovanpå kistan. Kvävning från bristen på utomhusluft eller livshotande förgiftning av den ökande halten av koldioxid skulle ha krävt livet på vem som helst som blev levande begravd. Det är också en möjlighet att likkistan (och invånaren) blir krossad av vikten från jorden som pressades ned på den. Risken för en plötslig kollaps av kistan var huvudorsaken till att testet avbröts efter bara 30 minuter. Efter att likkistan hade grävts fram, visade det sig att den bucklat till sig betydligt. |

## Avsnitt 6 – "Åsknedslag i tungpiercingen, Trädkanonen, Besegra alkoholmätaren"
- Premiär: 11 november 2003

### Åsknedslag i tungpiercingen
| Mytens påstående                     | Status  | Noteringar |
| ------------------------------------ | ------- | --- |
| Metallpiercingar drar till sig åska. | Spräckt | Åskan verkade slå ned i dockan med en piercing mer än vanligt, men inte direkt i piercingen. Det skulle ta en piercing lika stor som en dörrhandtag för att dra till sig åska. Eftersom den realistiska piercingen inte blev nedslagen av blixten, var myten tekniskt sett spräckt. Det visades också när Adam piercade sin tunga, men han behöll inte kvar piercingen efter att testen var klart. |

### Trädkanonen
| Mytens påstående | Status | Noteringar |
| --- | ------ | --- |
| Under belägring av en angränsande klan, en medeltida ungersk stad (Paks) byggde en kanon från ett träd över natten, men den utplånade rätt många av folket när kanonen exploderade under ett testskott. | Möjlig | Det är omöjligt att borra en pipa från en trädstock under en enda natt med hjälp av den teknologi som fanns under den tiden, och till slut tog Adam fram en motorsåg och elektrisk borr. Kanonen som var gjord av en stock, laddad med 170g av periodrealistiskt krut, lyckades skjuta en 450g handmejslad kanonkula av granit en betydande längd (exakta mått okända eftersom kanonkulan hittades aldrig efteråt). Den lyckades också skjuta iväg en tennisboll, medan en läskburk bara läckte och förorenade krutet. Laddad med 2,3kg krut, och med pipan täppt igen, exploderade trädkanonen våldsamt nog att troligen förstöra en del av en liten medeltida stad. |

### Besegra alkoholmätaren
| Mytens påstående | Status  | Noteringar |
| --- | ------- | --- |
| Att använda olika substanser eller tricks när man är berusad kan besegra alkoholmätaren, som till exempel äta minttabletter eller en lök, dricka munskölj, placera en penny, ett batteri eller is i munnen, och använda tandproteser. | Spräckt | Ingen av de testade metoderna funkade, och Mythbusters-gängets alkoholhalt i blodet var konstant över .08, verifierad med ett nykterhetstest. Dessutom gjorde munsköljen så att alkoholmätaren gav en högre siffra än normalt på grund av den medförda alkoholhalten. |

## Avsnitt 7 – "Stinkande bil, Tvättbjörnsraketen"
- Premiär: 5 december 2003

### Stinkande bil
Färska grislik placerades inuti en 1987 Chevrolet Corvette, som sedan blev förseglats med tejp och placerad inuti en container i två månader.
Om en ruttnande kropp lämnas kvar i en bil långt nog...
| Mytens påstående                                                           | Status    | Noteringar |
| -------------------------------------------------------------------------- | --------- | --- |
| ...kommer bilens interiör att förstöras.                                   | Bekräftad | När bilens försegling togs bort, var den full av kondensation och larver, och bilklädseln var skitig och sönderfallande. |
| ...kan inte bilen bli rengjord nog för att ta bort lukten helt och hållet. | Bekräftad | Med hjälp av en professionell städfirma blev bilen rengjord, men flera delar (som sätena) bevisade sig vara bortom städarnas förmågor, liksom att det omöjliga att demontera varenda del. Adam och Jamie också motiverade att spår av material i luftkonditioneringen skulle orsaka att dröja kvar lukten. |
| ...kan inte bilen bli rengjord nog för att säljas.                         | Spräckt   | Efter lukten och misslyckandet att starta bilen försvann flera potentiella köpare, hittade Mythbusters-gänget en köpare som var villig att köpa bilen för 2 000 dollar och använda den till reservdelar.                                                                                                   |

### Tvättbjörnsraketen
| Mytens påstående | Status  | Noteringar |
| --- | ------- | --- |
| En hillbilly blev utskjuten 61 meter från en trumma när han försökte tända på bensin i ett försök att jaga en tvättbjörn som rymde in i röret. | Spräckt | Buster fattade bara eld när bensinen antändes. Det enda viset att duplicera resultatet av myten var genom att innesluta Buster i en drivspegel av skum, täppa igen botten av en 0,91 meter trumma i diameter och använda 4,5 kg krut; det resulterade i att Buster bara färdades 30 meter, hälften av längden de hade som mål. |

## Avsnitt 8 – "Flykten från Alcatraz, Kvackande anka, Regeldekektor"
- Premiär: 12 december 2003

### Flykten från Alcatraz
| Mytens påstående | Status | Noteringar |
| --- | ------ | --- |
| Frank Morris, John och Clarence Anglin lyckades rymma ut ur Alcatraz-fängelset med en uppblåsbar flotte gjord av regnjackor och nådde land. | Möjlig | Den provisoriska flotten som var byggd av Mythbusters-gänget lyckades faktiskt att nå land, men vid Marin Headlands istället för Angel Island. De förklarade myten "Möjlig" eftersom inga bevis har blivit hittade som påpekar att fångarna överlevde den verkliga händelsen, och personliga tillhörigheter hade spolats upp på land, vilket indikerade att männen antagligen misslyckades att navigera korrekt och drunkade i San Francisco Bay. Däremot, en del av det småskaliga testet (bortklippt då men senare sändes i Mythbusters Outtakes) visade då att dessa tillhörigheter kan ha slängts från fångarna och spolats upp där de hittades genom en strategisk användning av tidvattnet för att lura myndigheterna bort från möjliga spår. Därför beslöt programledarna att det var "möjligt" att fångarna kan ha överlevt deras invecklade rymningsförsök. Jamie berättade att denna var en myt som de bara måste testa, eftersom den var en av de mest kända myterna i San Francisco, där programmet är baserad i. |

### Kan en ankas kvack eka?
Denna myt kom ursprungligen från listor av "slumpmässiga fakta" som distribuerades runt på Internet. 
| Mytens påstående             | Status  | Noteringar |
| ---------------------------- | ------- | --- |
| En ankas kvack kan inte eka. | Spräckt | Till en början misslyckades de att få någon av ankorna att kvacka, och de började snattra när de parades ihop. Inledningsvis kunde inte något eko hittas, så gänget flyttade till ett ekofritt rum för jämförelse. När en ljudexpert undersökte detta, visade det sig att ekot "sväljdes" av det ursprungliga kvacket, på grund av det liknande akustiska strukturen mellan kvacket och ekot. På grund av detta kan det vara svårt att avgöra var kvacket slutar och ekot börjar, när båda hade liknande ljudvågor i ett oscilloskop och blandades ihop på ett sätt som gjorde det svårt att urskilja på dem. På samma vis kan människohörsel kanske inte uppfatta skillnaden mellan en ankas kvack och dess eko. |

### Regeldetektorer och hjärntvättschip
| Mytens påstående | Status  | Noteringar |
| --- | ------- | --- |
| När man donerar blod hos Röda korset, så får folk i hemlighet hjärnkontrollerande mikrochip implanterade inuti deras blodomlopp som kan detekteras med en regeldetektor. | Spräckt | Medan en regeldetektor kunde hitta mikrochip (liknande sådana som används till att spåra djur) inbäddade i huden, så hittades ingen efter att Adam och Jamie donerade blod hos Röda korset. |